# 无齿非拟溪蟹
无齿非拟溪蟹（学名：Aparapotamon grahami）为溪蟹科非拟溪蟹属的动物。在中国大陆，分布于四川、云南、贵州、湖南、湖北、陕西(商南、镇坪等地，多栖息于山区溪流石块下。其生存的海拔范围为500至1500米。